# Wifstavarfs AB

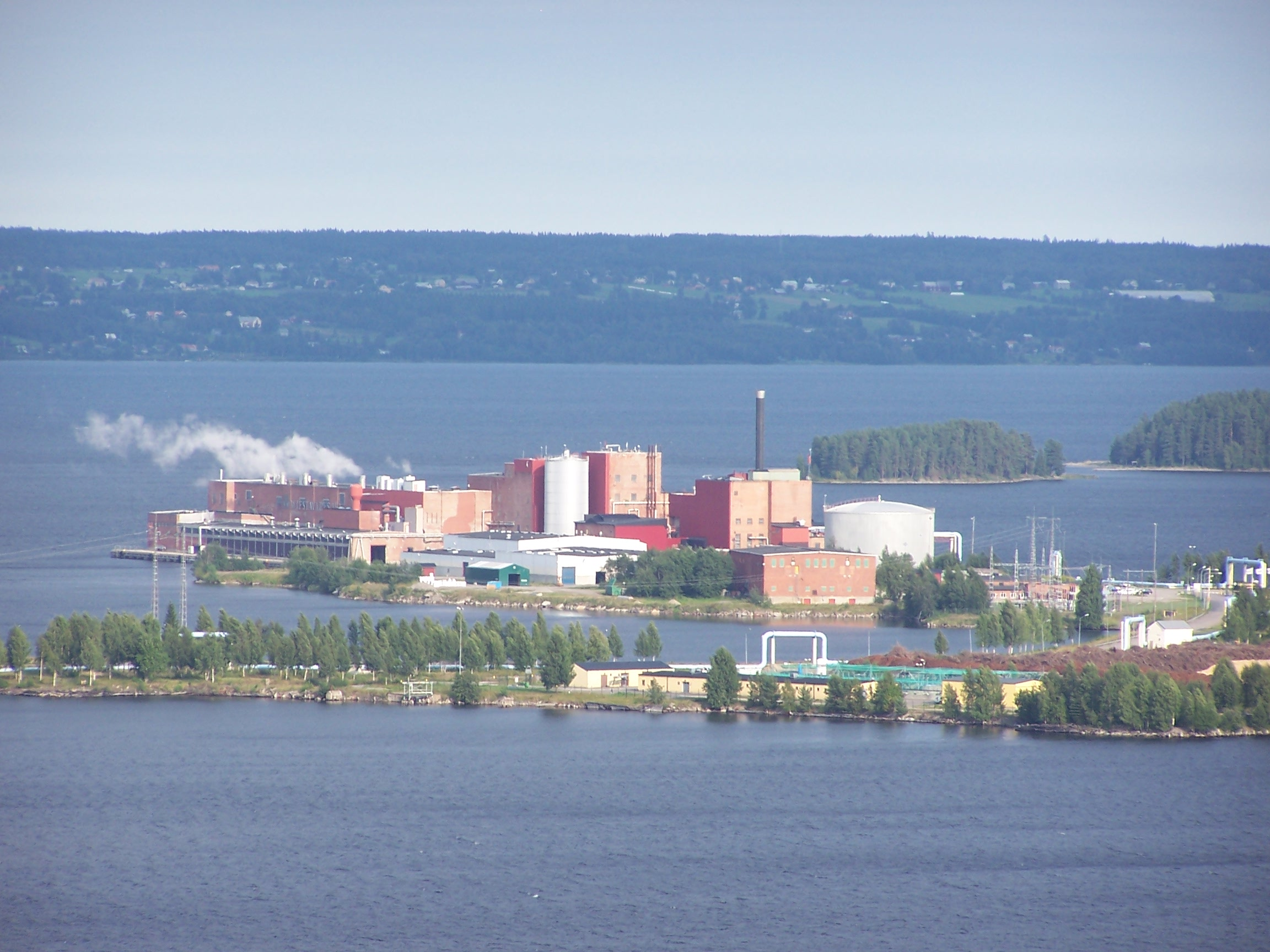
Wifsta finpappersbruk 2005.

Wifstavarfs AB [vi:'vstavarvs] var en skogsindustrikoncern med ursprung i skeppsvarv och rederirörelse vid Vivstavarv, i Timrå, anlagd år 1798. 1966 förvärvades bolaget av Svenska Cellulosa AB (SCA). Vid samgåendet med SCA hade Wifstavarfs AB 1350 anställda. Verksamheten vid Wifsta pappersbruk upphörde 2007.

## Historia
År 1798 bildades det ursprungliga varvsföretaget Wifsta Varfs Skeppsvarfs Bolag, och ett skeppsvarv anlades vid Indalsälvens mynning. Initiativtagare var lektor Pehr Hellzén (1744–1811) från Härnösand, som året innan (1797) köpt ett stycke mark av Wifsta by. Den 28 juli 1800 kunde det första skeppet sjösättas i närvaro av landshövdingen i Härnösand, ortens ståndspersoner och de flesta aktieägarna. Varvsverksamheten upphörde 1870 och rederirörelsen 1883. Från 1820-talet kom istället en sågverksrörelse att växa fram. Bolagets skogstillgångar ökades också genom olika skogsköp. Det första sågverket låg vid Sillre, beläget några mil från kusten vid Indalsälven. Senare tillkom fler sågverk; Östanbäcks, Boda, Indals, Sunnås, Backebäcks, Unåsens, Sidsjö m.fl. Gemensamt för dessa var dock att de alla var vattendrivna, och för att koncentrera verksamheten anlades 1852 en ångsåg på Tuvholmen vid Vivstavarv. Den brann ned redan 1858. En ny ångsåg byggdes omgående upp på Bölesholmen, och den 1 oktober 1859 kunde den tas i drift. Flera sågar tillkom sedan vid Vivstavarv, den sista nedlades 1977.
Åren 1906–07 utökades verksamheten vid Vivstavarv med en sulfatfabrik, som kunde tas i drift 1908. En sulfitfabrik tillkom 1910–12. År 1961 började man tillverka säckpapper. SCA köpte företaget 1966, och verksamheten inriktades mot finpapper i början av 1980-talet. År 2000 såldes Wifsta finpappersbruk till finska M-real. I juli 2007 lades bruket ner. M-real sålde 2016 fabriksområdet till entreprenören Nicklas Nyberg som då tänkte sig att området hade en framtid som datacenter.

## Verkställande direktörer
- 1855-1864: Olof David Weinberg
- 1907-1918: Knut Sundblad
- 1918-1921: Axel Wallenberg
- 1921-1948: J.W.R. Lilliestråle
- 1948-1961: Wilhelm Lilliestråle
- 1961: Gustaf Johnsonn (tillförordnad)
- 1961-1965: Erik Sundblad